# John Williamson (homme politique)
Pour les articles homonymes, voir John Williamson (homonymie).
John Williamson, né le 30 janvier 1970 à Fredericton au Nouveau-Brunswick, est un homme politique canadien. Il représente la circonscription de Nouveau-Brunswick-Sud-Ouest à la Chambre des communes du Canada entre 2011 et 2015 puis depuis 2019 sous la bannière du Parti conservateur du Canada.